# Agrarpublizistik
Die Agrarpublizistik bezeichnet einerseits landwirtschaftsbezogene Öffentlichkeitsarbeit sowie andererseits deren wissenschaftliche Analyse.
Als praktische Tätigkeit thematisiert sie z. B. biologische und konventionelle Pflanzen- und Tierproduktion, nachwachsende Rohstoffe, Lebensmittelwertschöpfungsketten, die landwirtschaftliche Interessensvertretung, Agrarpolitik, Agrarmärkte, bäuerliche Volkskultur, den ländlichen Raum, Verbraucherschutz, Agrartourismus, Landtechnik, Bauern und ihre ökonomische, kulturelle und soziale Lage.
Sie kombiniert in der Regel wirtschaftlich-politische, sozial-kulturelle und ökologisch-technische Inhalte.
Zu den Zielen der Agrarpublizistik können u. a. Information, Unterhaltung, Beeinflussung öffentlicher Meinung, kommerzieller Gewinn und Imagepflege gehören.
Die Agrarpublizistik als Wissenschaft analysiert landwirtschaftsbezogene Veröffentlichungen unter anderem hinsichtlich Inhalt, Zielen, Urheberschaft, Organisationsstruktur, geschichtlicher Entwicklung, Sprache, Wirkung, Verbreitung sowie deren Reichweite und Publikum. Des Weiteren trachtet die Agrarpublizistik danach Wechselwirkungen zwischen den genannten Phänomenen sowie ökonomischen, sozialen und anderen Faktoren zu erklären.

## Geschichte der Agrarpublizistik
Die Anfänge der Agrarpublizistik reichen bis in die Römerzeit zurück. Die ersten Quellen stellen öffentlich einsehbare, die Landwirtschaft betreffende, steuerrechtliche und gesetzliche Regelungen dar.
In Österreich existieren erste agrarpublizistische Zeugnisse aus der Regierungszeit Kaiser Josephs II. im 18. Jahrhundert. Gedruckte Rundbriefe mit landwirtschaftlichen Informationen werden Mitte des 18. Jahrhunderts an alle Pfarreien ausgeschickt. Die Rundschreiben sollten den Pfarrern dabei helfen, die „Bauern in Sachen Landeskultur zu unterstützen“ (SIFFERT, 1995, 227).
Privat publizierte landwirtschaftliche Zeitschriften gibt es ebenfalls bereits seit dem 18. Jahrhundert. Gegen Ende des 18. Jahrhunderts nimmt die Zahl der Publikationen ab. Einer der Gründe ist die Zensur unter dem damaligen Kaiser Leopold II., der auch einige Agrarmedien zum Opfer fallen (vgl. SCHUH, 1969, 29). Erst durch die Entstehung landwirtschaftlicher Organisationen wachsen die Zahl und die Qualität der agrarischen Schriften beträchtlich. Immer häufiger verfassen Fachleute die Artikel. Die Verlage der agrarischen Organisationen finanzieren sich durch die Beiträge der zahlenden Mitglieder.
Um 1900 trägt die Gründung von Landwirtschaftskammern und politischen Bauernvereinigungen zur Mehrung der Publikationszahl und Erweiterung der Themenvielfalt bei. Auch die Bildung von überparteilichen Land- und Forstarbeiterbünden und die Etablierung von Landjugendorganisationen führen zum Erscheinen neuer Agrarpublikationen.
Publikationen aus dem Bereich der Agrarwissenschaft korrelieren in ihrer Anzahl und ihrer Themenbreite mit der Entstehung wissenschaftlicher Einrichtungen. Universitäten und Versuchsanstalten setzen Zeitschriften als Instrumente zur Verbreitung von Erkenntnissen und Forschungsergebnissen ein (vgl. SCHARMER, 2001, 73f).
Der Agrarjournalismus ist ein Subsystem des Systems Journalismus im Element der Massenkommunikation. Agrarjournalisten ermöglichen den Medieninhabern agrarischer Medien oder Medienteilen in anderen Medien die Darstellung dieser Thematik. Agrarjournalismus ist eine spezielle Form des Wirtschaftsjournalismus (vgl. STANDL, 2007, 27).

## Einsatz von Medien in der Agrarpublizistik
In der Agrarpublizistik können alle gängigen Medien zum Einsatz kommen. Dazu zählen Presse, Zeitschrift, Plakat, Zeitung, Buch, Blatt, Brief, Foto, Film, Tonträger, Hörfunk, Fernsehen, Video, Internet, Pressekonferenzen, Presseaussendungen und Vorträge.
Besondere Verbreitung genießen Printmedien wie Fachpresse und Sachbuch (vgl. Tabelle).
Tabelle: Die bekanntesten Agrarzeitschriften, deren Verlage, Auflagenzahlen, Periodizität und Verbreitungsgebiete
| Zeitschrift                                      | Verlag                                             | Auflagenzahl | Periodizität     | Verbreitungsgebiet                                         |
| ------------------------------------------------ | -------------------------------------------------- | ------------ | ---------------- | ---------------------------------------------------------- |
| top agrar                                        | Landwirtschaftsverlag Münster                      | 123.000      | monatlich        | Österreich, Deutschland                                    |
| Salzburger Bauer                                 | Landwirtschaftskammer Salzburg                     | 11.500       | wöchentlich      | Salzburg und angrenzende Bundesländer, Oberbayern          |
| dlz agrarmagazin                                 | Deutscher Landwirtschaftsverlag                    | 82.000       | monatlich        | ganz Deutschland, Österreich, Schweiz                      |
| Blick ins Land                                   | Sparkassenverlag                                   | 185.000      | monatlich        | Österreich                                                 |
| Der fortschrittliche Landwirt                    | Landwirt Agrarmedien                               | 38.000       | halbmonatlich    | Österreich, Bayern, Südtirol, Schweiz, vereinzelt weltweit |
| Die Bauernzeitung                                | Österreichischer Agrarverlag                       | 200.000      | wöchentlich      | Österreich                                                 |
| Allgäuer Bauernblatt                             | AVA-Verlag-Allgäu                                  | 11.000       | wöchentlich      | Allgäu, Österreich                                         |
| Bayerisches Landwirtschaftliches Wochenblatt     | Deutscher Landwirtschaftsverlag                    | 106.000      | wöchentlich      | ganz Bayern, Österreich                                    |
| Landwirtschaftliches Wochenblatt Westfalen-Lippe | Landwirtschaftsverlag Münster                      | 63.000       | wöchentlich      | Westfalen, Lippe                                           |
| agrarzeitung (ehemals Ernährungsdienst)          | Deutscher Fachverlag GmbH                          | 9.200        | wöchentlich      | ganz Deutschland, Österreich, Schweiz und Europa           |
| Maschinenring aktuell                            | Deutsche Landwirtschafts-Gesellschaft-Verlags-GmbH | 135.000      | viermal jährlich | ganz Deutschland                                           |

(Quelle: Auskunft der Verlage)
Der Deutsche Bauernverband hat in Deutschland „[…] fast ein Medienmonopol. Fast alle Landwirtschaftszeitungen werden direkt oder indirekt vom Bauernverband herausgegeben oder verlegt: Die Marktführer ‚top agrar‘ und ‚dlz-magazin‘ ebenso wie alle regionalen Landwirtschafts-Wochenblätter (Auflage: 500.000), die wichtigsten Fachzeitungen, die ‚DLG-Mitteilungen‘, der Nachrichtendienst ‚agraeurope‘ und die ‚Neue Landwirtschaft, das Fachmagazin für den Agrarmanager von Großbetrieben‘.“
Zur Agraropposition um die Arbeitsgemeinschaft bäuerliche Landwirtschaft zählen dagegen die Monatszeitschrift Unabhängige Bauernstimme und Der kritische Agrarbericht.
Darüber hinaus sorgen folgende Landwirtschaftsverlage für die Verbreitung fachspezifischer Inhalte im deutschen Sprachraum:
- Landwirtschaftsverlag Münster-Hiltrup
- Deutscher Landwirtschaftsverlag
- Deutscher Fachverlag GmbH
- Deutscher Bauernverlag
- Verlag Eugen Ulmer
- Eventum Media / Medien Service Runge GmbH
- Call Green Dialogmarketing GmbH
- avBuch
- Agrimedia

Neben Printmedien tritt mit der wachsenden Zahl an Internetbenutzern die Bedeutung von Onlinemedien zusehends in den Vordergrund.
Homepages von fachlich zuständigen Kammern, Behörden und Verbänden ergänzen das einschlägige Angebot.

## Institutionen für Agrarpublizisten
Die IFAJ (Internationale Föderation der Agrarjournalisten) bildet den Dachverband von 53 nationalen Agrarjournalisten- und -publizistikverbänden aus ebenso vielen Ländern weltweit. Sie bietet eine Plattform für den fachlichen Austausch zu allen Aspekten der Land- und Forstwirtschaft, Imkerei, Fischerei, Ernährungs- und Veredelungsindustrie unter den 5000 Mitgliedern aus der Agrarjournallistenszene.
Zu den Zielen der IFAJ gehören die Förderung von Wissenschaft, die Unterstützung objektiver Berichterstattung, die Weiterbildung der Mitglieder und die Erzielung eines besseren Verständnisses zwischen dem Agrarsektor und der Gesellschaft. Mit dem Photo Star Prize und dem Star Report Prize werden alljährlich das beste Foto und der beste journalistische Beitrag zum Thema Landwirtschaft ausgezeichnet.
Im deutschsprachigen Raum vereinen der VAÖ (Verband der Agrarjournalisten und -publizisten in Österreich), der VDAJ (Verband deutscher Agrarjournalisten) und die SAJ (Schweizer Agrarjournalisten) die im Agrarsektor tätigen Journalisten und Publizisten.
Sowohl der VAÖ als auch der VDAJ wurden 1951 gegründet. Heute stellen sie für rund 200 österreichische bzw. rund 700 deutsche Mitglieder ein Netzwerk zum Informationsaustausch und zur Kontaktpflege dar. Beide Verbände organisieren jährlich einen nationalen Kongress und bieten Möglichkeiten zur Weiterbildung an.

## Auszeichnungen
Der VDAJ (Verband Deutscher Agrarjournalisten e.V. – Kommunikation Agrar) vergibt jährlich einen Preis mit dem Titel „Grüne Reportage“ für journalistische Arbeiten über die Landwirtschaft. Die DGE (Deutsche Gesellschaft für Ernährung) vergibt für besonderes Engagement im Bereich Ernährungsaufklärung den „Journalisten-Preis“.
Der VAÖ ehrt journalistische Spitzenleistungen mit dem „Eduard-Hartmann-Preis“, der seit 1967 jährlich je einen Agrarjournalisten und einen Journalisten aus dem Bereich allgemeine Medien auszeichnet. Außerdem vergibt der VAÖ ausschließlich an seine Mitglieder seit 1995 die „Josef-Steininger-Urkunde“.
Der Schweizer AGRO-Journalistenpreis, den die Emmental Versicherung stiftet, ehrt jährlich Reportagen und Berichte in den Printmedien, die Leistungen und Situation der Landwirtschaft aufzeigen und in besonderem Maße zur Förderung des Verständnisses zwischen Stadt und Land beitragen.
Das im Dezember 2011 gegründete EU-weite Europäische Netzwerk der Agrarjournalisten (ENAJ), in dem 17 Länder vertreten sind, vergibt seit 2012 jährlich einen Nachwuchspreis für Agrarjournalisten.

## Nachweise
1. ↑  Eckehard Niemann: Das Interessengeflecht des Agrobusiness. In: Thomas Leif, Rudolf Speth (Hrsg.): Die stille Macht. Lobbyismus in Deutschland. Westdeutscher Verlag, Wiesbaden 2003, ISBN 3-531-14132-5, S. 186–212, Zitat S. 199.
2. ↑  https://www.vdaj.de/journaliste-preis-gruene-reportage/
3. ↑  https://www.dge.de/presse/journalisten-preis/